# Samar

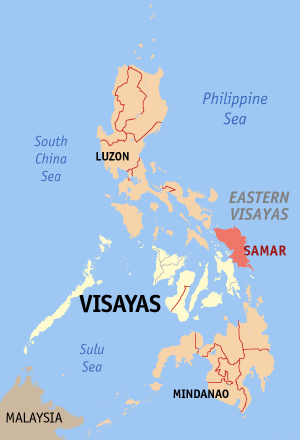
Đảo Samar tại Philippines

Đảo Samar là một hòn đảo của Philippines. Hòn đảo được chia thành ba tỉnh Tỉnh Samar, Tỉnh Bắc Samar và Tỉnh Đông Samar. Ba tỉnh này cùng với các hòn đảo lân cận Leyte và Biliran tạo thành vùng Đông Visayas. Đây là một trong những hòn đảo lớn nhất Philippines, chỉ sau hai hòn đảo chính là Luzon và Mindanao.
Samar là hòn đảo cực động của Visayas. Đảo chỉ cách đảo Leyte bởi Eo biển San Juanico, nơi hẹp nhất của eo biển này chỉ có 2 kilômét và đã có một chiếc cầu bắc qua eo biển này. Samar ở phía đông nam của Bán đảo Bicol ở Luzon, được ngăn cách bởi Eo biển San Bernandino. Phía nam của Samar la vịnh Leyte, là nơi đã diễn ra Trận Leyte trong Chiến tranh thế giới thứ 2. Phía đông của hòn đảo là Biển Philippines hay Thái Bình Dương.